# Ким Хон Себ
Ким Хон Себ (другой вариант Ким Хон Сев; 1906 год, Дальний Восток, Российская империя — дата и место смерти не известны) — бригадир полеводческой бригады, Герой Социалистического Труда (1948).

## Биография
Трудовую деятельность начал в раннем возрасте. С 1933 по 1937 год работал в совхозе «Морфлот». Во время депортации корейцев с Дальнего Востока был на спецпоселении в Талды-Курганском районе Казахстанской ССР, где с 1937 года по 1939 год работал колхозником в сельскохозяйственной артели «Дальний Восток» Каратальского района Талды-Курганской области. С 1939 года работал бригадиром полеводческой бригады. В 1945 году руководимая им бригада выполнила план на 122 %, в 1946 году — на 191 %, в 1947 году — на 237 %. В 1947 году бригада Ким Хон Себа собрала 23,7 центнеров пшеницы с 164,5 гектаров.

## Награды
- Орден «Знак Почёта»;
- Герой Социалистического Труда — Указом Президиума Верховного Совета СССР от 28 марта 1948 года.